# Samedi P.M.
Samedi P.M. est une émission de télévision de comédie québécoise diffusée du 11 novembre 1989 au 7 mars 1992 à la Télévision de Radio-Canada.

## Synopsis
Émission de comédie à sketches tournée devant le public

## Distribution
- Pauline Martin : animatrice
- Martin Drainville
- Luc Guérin
- Diane Lavallée
- Marcel Leboeuf
- Hélène Mercier

## Fiche technique
- Scénarisation : Pierre-Yves Bernard, Manon Berthelet, Sylvie Bouchard, Luc Déry, André Jean, Yves Lapierre, Stéphane Lapointe, Claude Legault, Pauline Martin
- Lieu de tournage : Spectrum de Montréal